# Serafín Núñez
Serafín Núñez Sánchez (Barbate, Cádiz, 1948-10 de mayo de 2014) fue un farmacéutico y político español del Partido Socialista Obrero Español. Primer alcalde de Barbate electo democráticamente del tras el fallecimiento de Francisco Franco, y único parlamentario andaluz en dicha localidad Jandareña.

## Biografía
Ha sido padre de un Hijo. Desde muy joven ejerció como farmacéutico, entrando en la política como concejal en el ayuntamiento de su localidad natal, y tras las elecciones municipales de 1979, es donde es investido alcalde de Barbate, ejerciendo 15 años en el cargo.
Fue parlamentario andaluz, cargo que desempeñó desde 1982 a 1986, solo cuatro legislaturas.
En 1990 cesa en la alcaldía tras el Caso Guerra, siendo inhabilitado seis años de cárcel, obligándole el tribunal supremo a renunciar a la alcaldía, siendo sucedido por el socialista Francisco Tamayo.
Falleció en 2014 por un infarto durante una operación, dando tres días de luto oficial en el ayuntamiento de su ciudad, siendo el único alcalde de Barbate en estar en la cámara andaluza.

### Etapa como alcalde
En las municipales de 1979, el PSOE fue el ganador de las elecciones, obteniendo 15 concejales, mientras que la UCD, 5, y el Partido Comunista de España solo 1 concejal, consiguiendo el Partido Socialista Obrero Español mayoría Absoluta, siendo investido alcalde Serafín Núñez Sánchez.
En las elecciones municipales de 1983, el PSOE volvió a ganar por mayoría absoluta, obteniendo 18 concejales, mientras que el AP consiguió 2, y el PCE, 1, volviendo a ser reelegido.
En las de 1990, Serafín Núñez fue expulsado del consistorio, tras desatar el caso guerra, donde tuvo que ser inhabilitado seis años de cárcel, siendo sucedido por Francisco Tamayo Bernal.
En las municipales de 1995, deja el PSOE, y se afila con el Independiente Barbateños, donde el IBA consigue ser el ganador de las elecciones, consiguiendo 6 concejales, mientras que el PSOE, 5. Otros como el PIE, obtienen 4 e Izquierda Unida 2, siendo reelegido alcalde de nuevo.
En las de municipales de 1999, deja la alcaldía por casos de salud, pasándole el cargo a Francisco Tamayo Bernal, del Partido Popular. Siendo Serafín Núñez Sánchez el único alcalde de Barbate en durar dos etapas en el Consistorio.

### Caso Guerra
El Caso Guerra fue un escándalo de corrupción política en España durante finales de los años 1980 y principios de los 1990, que involucró a Juan Guerra, hermano del entonces vicepresidente del Gobierno, Alfonso Guerra, y a Serafín Núñez, alcalde de Barbate.
Juan Guerra fue contratado en 1989 para un puesto en la Delegación del Gobierno en Andalucía con un sueldo de aproximadamente 129.370 pesetas mensuales. Fue acusado de aprovechar su posición para actividades no autorizadas, incluyendo delitos como cohecho, fraude fiscal, prevaricación, malversación y usurpación de funciones. Aunque fue absuelto en varias causas, fue condenado por fraude fiscal.
El alcalde de Barbate, Serafín Núñez, en un pleno municipal celebrado en diciembre de 1989, denunció la intervención de Juan Guerra en un proyecto urbanístico conocido como "Puerto de la Plata". Este proyecto, promovido por la empresa Puerto Zahara, S.A., vinculada a socios de Guerra, incluía la recalificación de terrenos, algunos de ellos de propiedad militar, para la construcción de un complejo turístico.
La denuncia generó investigaciones por presuntas irregularidades en la tramitación del proyecto, sospechas de tráfico de influencias y corrupción.
En agosto de 1990, el fiscal jefe de la Audiencia Provincial de Cádiz presentó una querella por prevaricación contra Serafín Núñez y Juan Guerra relacionada con la recalificación de terrenos implicados en el proyecto urbanístico. Núñez reconoció la influencia de Guerra en la aprobación del proyecto, pero defendió la legalidad de las actuaciones municipales.
Como consecuencia del caso y la presión política, Serafín Núñez dimitió como alcalde en septiembre de 1990. En 1997 fue condenado por prevaricación, condena que fue confirmada por el Tribunal Supremo en 1998, resultando en su inhabilitación para ejercer cargos públicos.
El Caso Guerra tuvo repercusiones en la política española de la época, particularmente en el Partido Socialista Obrero Español, por la implicación directa de familiares de altos cargos del Gobierno. También destacó por la relación entre intereses privados y la gestión pública local.